# 中国烟草学会
中国烟草学会是中华人民共和国烟草科技和管理工作者组成的群众性学术团体，是中国科学技术协会主管的社会团体。

## 历史
1985年5月在北京市成立。